# Colpo di Stato in Francia del 1851
Il colpo di Stato del 2 dicembre 1851 fu effettuato da Luigi Napoleone Bonaparte, allora presidente della Seconda Repubblica francese. Dopo aver sciolto l'Assemblea nazionale, organizzò un plebiscito che approvò il prolungamento a dieci anni del mandato presidenziale, e il 2 dicembre 1852 pose formalmente fine alla Repubblica proclamandosi imperatore dei Francesi con il nome di Napoleone III.
La resistenza dei repubblicani e dei democratici al colpo di Stato fu repressa militarmente, provocando migliaia di morti e di deportati, oltre a più di 26.000 arresti.

## Le premesse della dittatura

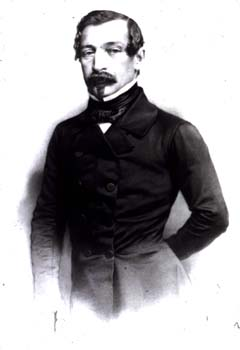
Luigi Napoleone Bonaparte

Dopo essere stato eletto presidente dei Francesi nell'elezione del 10 dicembre 1848 con il 74% dei voti, superando, con il sostegno del «Partito dell'Ordine», il candidato Louis-Eugène Cavaignac, Bonaparte si pose in un continuo confronto con il potere legislativo esercitato dall'Assemblea nazionale, deciso a svuotarne le prerogative.
«Questo cretino che noi maneggeremo», secondo l'espressione di Adolphe Thiers che aveva sostenuto la sua candidatura credendo di aver a che fare con un personaggio facilmente manipolabile, si dimostrò politicamente scaltro: il 31 ottobre 1849 formò un governo a lui devoto, con alla testa il generale d'Hautpoul, e il 3 gennaio 1851 licenziò il ministro Changarnier, suo oppositore, provocando una crisi nel suo stesso Partito, dal quale prese definitivamente le distanze, formando il cosiddetto «Partito dell'Eliseo», un gruppo di 150 deputati acquisiti alla sua causa, e cominciò a finanziare giornali anti-parlamentari.
Poiché la Costituzione non permetteva la rieleggibilità del presidente, Luigi Bonaparte avrebbe dovuto lasciare il potere nel dicembre del 1852: per evitare questa possibilità, per tutta la prima metà del 1851 egli e i suoi sostenitori proposero riforme costituzionali e organizzarono tournée in provincia per acquisire i consensi necessari a questo scopo. Tuttavia nell'Assemblea nazionale il Partito dell'Ordine, alleandosi a questo scopo con i repubblicani della Montagna, coagulò una maggioranza di deputati sufficiente a votare la sfiducia al governo nel gennaio del 1851 e a respingere la proposta di riforma costituzionale il successivo 19 luglio.

## I preparativi

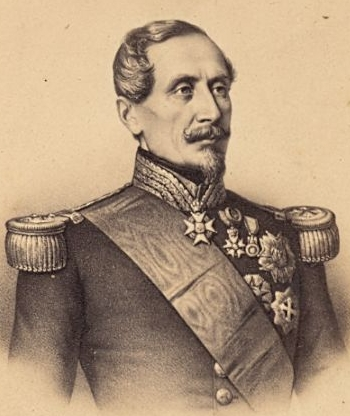
Il generale Saint-Arnaud

A questo punto, per mantenere il potere occorreva organizzare un colpo di Stato, che cominciò a essere preparato a partire dal 20 agosto 1851 a Saint-Cloud. Il complotto raccolse l'adesione del duca di Persigny, del fratellastro del Bonaparte, il duca di Morny, e del generale Saint-Arnaud.
Il 14 ottobre Luigi Bonaparte chiese all'Assemblea nazionale di ristabilire il suffragio universale, che era stato limitato da un decreto del 31 maggio 1850, che imponeva all'elettore la condizione di non aver subito condanne alla reclusione superiori a un mese e l'iscrizione per almeno tre anni continuativi nelle liste elettorali del proprio comune di residenza: era stato un modo, escogitato dall'Assemblea conservatrice, per limitare il diritto di voto degli operai, che erano spesso costretti a cercare lavoro emigrando per qualche tempo in altri comuni.
Tanto questa proposta che quella di consentire al presidente della Repubblica in carica di poter presentare nuovamente la propria candidatura, fu respinta il 13 novembre 1851. Intanto, Luigi Bonaparte poneva i suoi fidi al comando di istituzioni strategiche: il 27 ottobre il generale Saint-Arnaud fu creato ministro della Guerra, il generale Magnan fu nominato comandante della piazza di Parigi e il prefetto dell'Haute-Garonne, Charlemagne de Maupas, venne promosso prefetto della polizia della capitale. Il colpo di Stato venne fissato al 2 dicembre, anniversario dell'incoronazione di Napoleone I a imperatore, nel 1804, e alla vittoria di Austerlitz nel 1805. L'operazione fu battezzata Rubicone, alludendo naturalmente a Giulio Cesare.

## Il colpo di Stato
La mattina del 2 dicembre, le truppe di Saint-Arnaud - 60.000 uomini e più di cento pezzi di artiglieria - occuparono i punti strategici di Parigi. Durante la notte erano stati arrestati 78 deputati dell'opposizione, 69 dei quali repubblicani della Montagna, ed erano state occupate le tipografie per impedire l'uscita dei giornali.
Luigi Napoleone emana sei editti, uno dei quali dichiara lo scioglimento dell'Assemblea nazionale, un altro ristabilisce il suffragio universale maschile, e un terzo promette una nuova Costituzione. Un Appello al popolo annuncia la sua intenzione di restaurare il regime d'inizio secolo, che vide la figura del Primo Console incarnata da Napoleone Bonaparte, intanto che con un proclama all'esercito dichiara lo stato d'assedio.

### Il tentativo di resistenza a Parigi

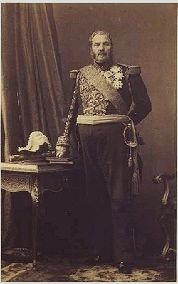
Il generale Magnan

Essendo occupata l'Assemblea, parlamentari rifugiatisi nel municipio del X arrondissement dichiarano Luigi Bonaparte decaduto dalle sue funzioni presidenziali, secondo l'articolo 68 della Costituzione per il quale «ogni misura con la quale il presidente sciolga l'Assemblea nazionale [...] è un delitto di alto tradimento». Pertanto i cittadini non sono più tenuti a obbedirgli e il potere esecutivo deve passare nelle mani dell'Assemblea nazionale: così votano all'unanimità 220 deputati, tra i quali gli orléanisti Rémusat, Salmon e Tocqueville, come il repubblicano conservatore Pascal Duprat. Ma questi sono subito arrestati.
Una sessantina di deputati montagnardi e altri repubblicani formano un Comitato di resistenza - ne fanno parte, tra gli altri, Victor Hugo, Victor Schoelcher e Carnot - che chiama il popolo a insorgere contro Luigi Napoleone che, come recitano gli articoli 68 e 110 della Costituzione, «ha violato la Costituzione» e «si è messo da solo fuorilegge».
Il 3 dicembre, il prefetto di polizia de Maupas scrive al duca di Morny: «Non credo che le simpatie popolari siano con noi. Non troviamo entusiasmo da nessuna parte [...] il lato buono della medaglia è che la truppa sembra decisa ad agire senza esitazione». In effetti a Parigi si formano decine di barricate, ma l'esercito passa subito all'attacco e cadono i primi insorti: il deputato Baudin è ucciso in una barricata del faubourg Saint-Antoine. Tra i rivoltosi parigini si trova anche il giornalista italiano Ferdinando Petruccelli della Gattina il quale, fallita la resistenza, viene espulso dalla Francia e racconterà, anni dopo, la sua esperienza in Memorie del colpo di stato del 1851 a Parigi (1880).
La sera, il generale Saint-Arnaud pubblica un ordine che minaccia di fucilare «chiunque sia preso, armi alla mano, nell'atto di costruire o difendere una barricata». Tre studenti, arrestati perché detenevano manifesti contro il colpo di Stato, sono passati per le armi e i cadaveri vengono gettati nella Senna: il generale Magnan ha infatti dato ordine di fucilare sommariamente i rivoltosi, anche se non sempre quest'ordine viene rispettato.
Nel pomeriggio del 4 dicembre le truppe sono accolte dalle grida ostili di una folla che manifesta sui boulevard: la risposta è una scarica di fucileria e colpi di mitraglia che provocano centinaia di morti, donne e bambini compresi. La sera, la rivolta sembra finita: de Maupas affigge manifesti minacciando che «lo stazionamento dei pedoni sulla pubblica via e la formazione di capannelli saranno immediatamente dispersi con le armi». Le ultime barricate, nelle quali combatteva anche Victor Hugo, caddero il 5 dicembre.

### La resistenza in provincia
La notizia del colpo di Stato si diffuse progressivamente per tutta la Francia, producendo numerose rivolte in difesa della Repubblica, spontanee e prive di organizzazione. Il 3 dicembre si segnalarono moti popolari a Tolosa, Marsiglia, Limoges, Perpignano, Bayonne; il 6 dicembre a Bordeaux e a Strasburgo, che vengono però represse in breve. Alcuni consigli municipali, in applicazione della Costituzione, dichiarano la decadenza del Bonaparte dalla carica di presidenza..
Il 5 dicembre l'insurrezione si estende nel Sud-Est: a Aups, a Les Mées, ad Apt, a Digne, a Manosque, a Barcelonnette. Émile Zola prenderà spunto dai moti nel dipartimento del Var per la sua saga dei Rougon-Macquart.
A Digne la guarnigione capitola il 7 dicembre, e i repubblicani prendono il controllo della prefettura: la città viene ripresa il 13; il 7 dicembre il dipartimento delle Basses-Alpes viene amministrato da un Comitato dipartimentale di resistenza, ma l'esercito, fedele a Bonaparte, riprende il controllo del territorio.
Gli insorti catturati sono a volte passati immediatamente per le armi, 32 dipartimenti sono posti in stato d'assedio l'8 dicembre, e generalmente i territori dove maggiore avviene la resistenza tornano sotto il controllo dell'esercito in pochi giorni. Seguì la repressione: si contarono in tutta la Francia 26.000 arresti, 15.000 condanne, 9.530 deportazioni in Algeria, 239 nella Cayenne, mentre 80 deputati vennero esiliati. Vi sono poi le fughe all'estero di molti oppositori: Victor Hugo fuggì a Bruxelles.

## La fine della Repubblica

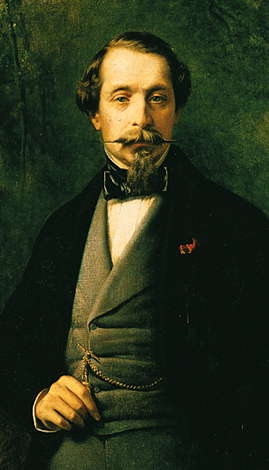
Winterhalter: Napoleone III

Stabilito il nuovo ordine, ricompensati i generali Vaillant e Harispe con il bastone di maresciallo, s'inizia a metter mano a una nuova costituzione e si organizza il referendum che deve legittimare la dittatura. Nelle due giornate del 20 e 21 dicembre 1851 un plebiscito di 7.481.000 Sì contro 647.000 No sancisce la durata decennale della carica del presidente dei Francesi: nulla è stato lasciato di intentato per garantire la schiacciante vittoria: solo la stampa bonapartista è autorizzata a uscire, la propaganda contro l'approvazione della riforma è impedita, nelle schede elettorali è già impresso il Sì.
La nuova costituzione, entrata in vigore il 14 gennaio 1852, assegna al presidente sia il potere esecutivo che, di fatto, quello legislativo: svuotato di quest'ultimo potere, al Parlamento è assegnato solo il potere di ratifica delle decisioni presidenziali. La riforma istituisce infatti una Camera dei deputati eletta per sei anni con suffragio universale maschile diretto, un Consiglio di Stato, composto di funzionari, cui è riservata la funzione legislativa, e un Senato, i cui membri sono nominati a vita dal presidente della Repubblica, e che agisce per senatoconsulti, atti che hanno forza di legge e che modificano la Costituzione per adattarla alla volontà del principe-presidente.
Il passaggio dall'istituzione formalmente repubblicana a quella ufficialmente imperiale è approvato dal senatoconsulto del 7 novembre 1852: alla Seconda Repubblica succede il Secondo Impero e Luigi Bonaparte diviene, a partire dalla data simbolica del 2 dicembre 1852, Napoleone III, imperatore dei Francesi.